# 鳥取敬愛高等学校
鳥取敬愛高等学校（とっとりけいあいこうとうがっこう）は、鳥取県鳥取市西町一丁目にある私立高等学校。学校法人鳥取家政学園が運営している。

## 歴史

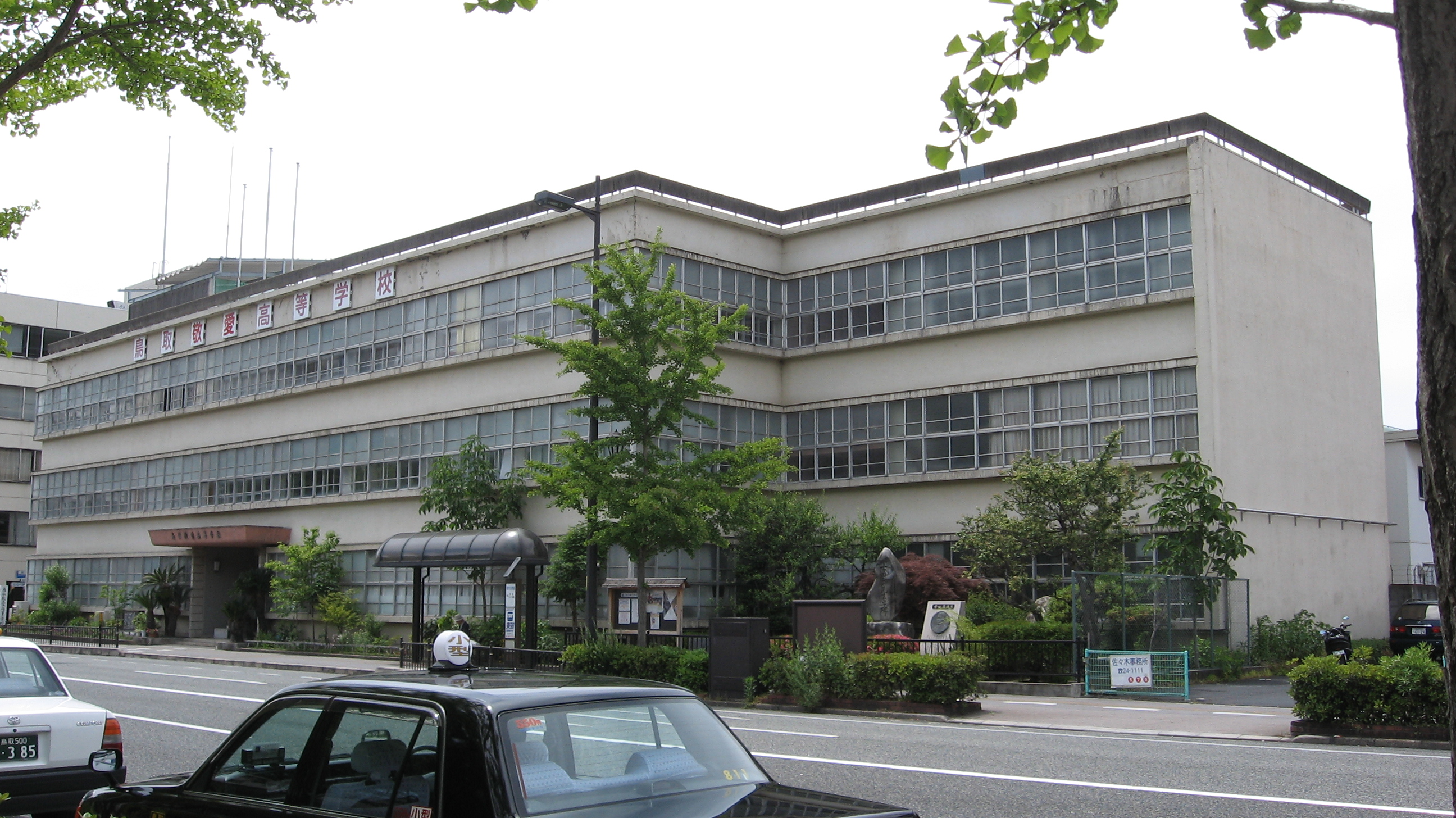
旧校舎（2010年6月）

- 1905年（明治38年）5月1日 - 私立鳥取裁縫女学校を設立。
- 1911年（明治44年）3月 - 鳥取技芸女学校に改称。
- 1937年（昭和12年）4月1日 - 鳥取高等家政女学校に改称[1]。
- 1944年（昭和19年）4月21日 - 鳥取女子商業学校に改称。
- 1946年（昭和21年）3月31日 - 鳥取高等家政女学校に改称。
- 1948年（昭和23年）4月1日 - 鳥取家政高等学校に改称。
- 1963年（昭和38年）4月1日 - 普通科を設置。
- 1985年（昭和60年）4月1日 - 鳥取女子高等学校に改称。
- 1989年（平成元年）4月1日 - 普通科に特別進学コースを設置。家政科を生活教養科に改称。
- 2003年（平成15年）4月1日 - 特別進学コースのみ共学となり、鳥取敬愛高等学校に改称。
- 2005年（平成17年）10月15日 - 鳥取県立県民文化会館にて創立100周年記念式典を挙行。司会は同校の卒業生で山陰中央テレビアナウンサー（当時）の竹下佳奈が務めた。
- 2010年（平成22年）4月1日 - 普通科に進学コース、総合コースを設置。
- 2013年（平成25年）4月1日 - 普通科進学コース、総合コースを共学化。
- 2015年（平成27年）12月19日 - 「GHQプロジェクト」[注釈 1]の中間発表により、鳥取県の地域研究の発表会で最高賞の県知事賞を受賞[2]。
- 2018年（平成30年）3月30日 - 新校舎完成。
- 2022年（令和4年）3月30日 - 生活教養科の募集を停止。

## 設置学科
普通科
- 普通科
  - 特別進学コース
  - 進学キャリアコース
    - 進学コース（2年次~）
    - キャリアコース（2年次~）

## 主な卒業生
- 竹下佳奈（元山陰中央テレビアナウンサー）
- 瀧本美織（女優）